# История евреев в Северной Македонии
История евреев в Северной Македонии уходит корнями в I век нашей эры. Первые евреи на территории современной Северной Македонии появились ещё в античности, во времена Римской империи. После Холокоста и эмиграции в Израиль, на территории Северной Македонии проживают около 200 евреев. Почти все они живут в Скопье, несколько человек в Штипе и Битоле.

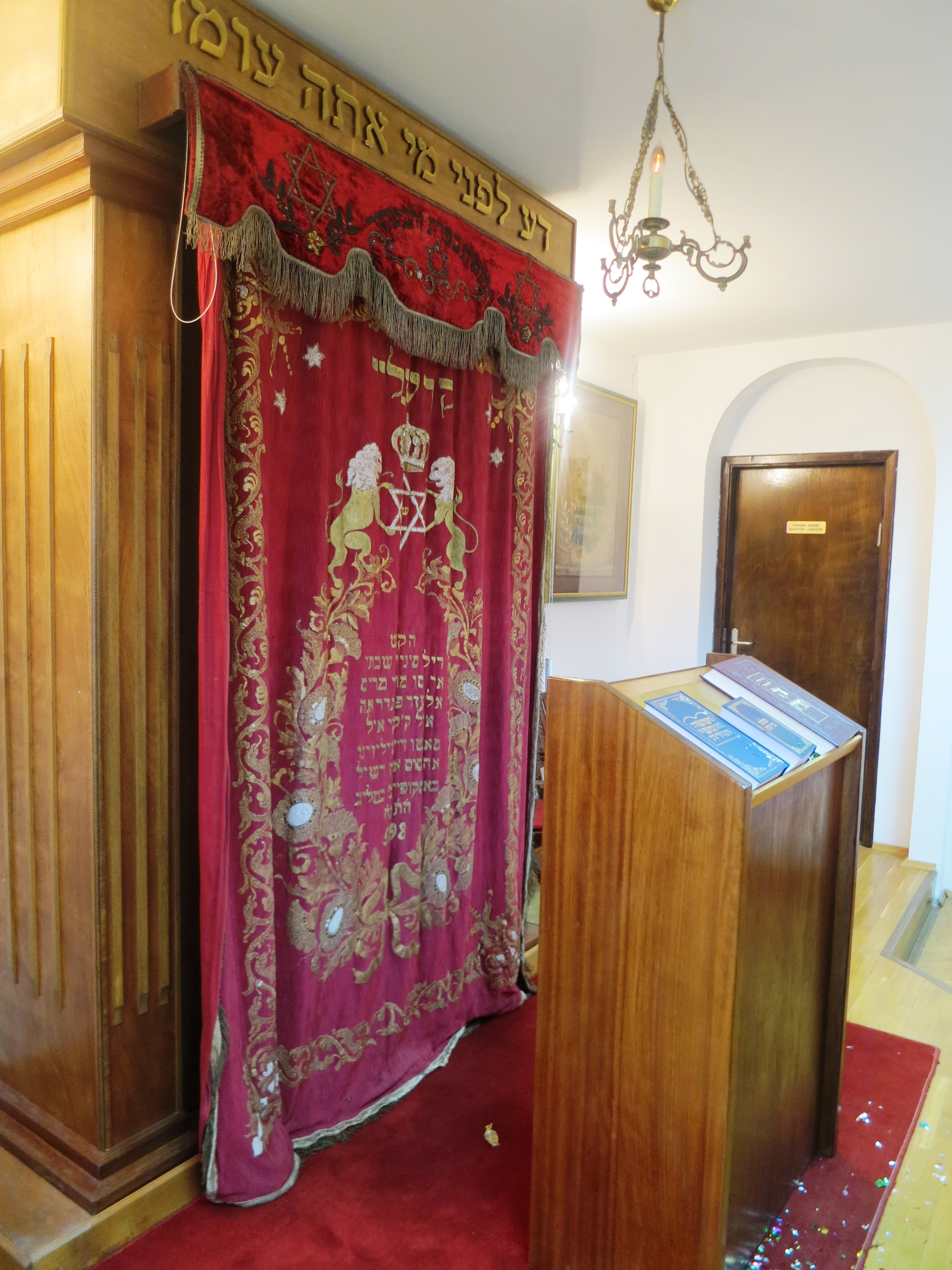
Синагогальный ковчег в синагоге Бейт-Яков в Скопье

## Древнеримский период
Первые евреи прибыли на территорию Македонии во времена Римской империи, спасаясь от преследования в других частях империи. Присутствие евреев в Македонии в этот период подтверждается письмом Агриппы Калигуле.
В 165 году живший в Стоби Клавдий Тиберий Полихарм, превратил свою виллу в синагогу, за что получил титул «отец синагоги». Синагога состояла из молитвенного зала, обеденного зала (триклиния) и портика. Второй этаж здания использовался для проживания Клавдия Тиберия и его семьи. Информация полученная из надписей на стенах в этой синагоге является одной из важнейших из найденных в синагогах диаспоры. Развалины синагоги, датированные тем периодом, позволяют сделать вывод о существовании хорошо развитой еврейской общины.

## Средневековье
Еврейская община сохранилась в Македонии и после падения римского владычества. Во время Первого крестового похода крестоносцы уничтожили еврейское населении Скопье и Пелагонии. Тем не менее, еврейская община в Македонии продолжала существовать. Из неё вышло немало известных людей. К примеру философ Леон Мунг, принявший христианство, занял после Феофилакта Охридского пост Охридского архиепископа (1108—1120 года). Известный еврейский схоластик Иуда Леон Москони, родившийся в 1328 году в Охриде, написал комментарии с критикой интерпретаций Священного Писания, которые он объяснял грамматическими ошибками при переводе. Позже он стал личным врачом короля Майорки, где собрал обширную библиотеку, использовавшуюся учёными на протяжении нескольких последующих столетий. Первая известная синагога в Скопье, Бейт-Аарон, была построена в 1366 году.

## Османский период
Еврейская община Македонии оставалась сравнительно небольшой, пока евреи не были изгнаны испанской и португальской инквизицией с Пиренейского полуострова. Султан Баязид II пригласил изгнанников в Османскую империю, рассчитывая на то что они принесут развитие и обогащение территорий империи. Султан предоставил евреям гарантии автономии, и дал им ряд различных прав, к примеру право на владение недвижимостью, строительство синагог, право торговли по всей территории империи. Богатые торговые города, такие как Скопье, Монастир (современная Битола) и Штип, привлекли значительное количество еврейских переселенцев. Евреи привели к расцвету торговли, банковского дела, медицины и права. Некоторые из евреев даже достигли значительных чинов в местных османских администрациях. В Битоле в 1492 году, вскоре после прибытия первых переселенцев, было создано еврейское кладбище. Оно является старейшим сохранившимся еврейским кладбищем Македонии, а возможно и всего Балканского полуострова.
Взаимоотношения между евреями и нееврейским населением, как правило, были хорошими. Подтверждением этому также является письмо македонского еврея XV века, Исаака Ярфати, посланное им немецким и венгерским евреям с призывом эмигрировать в Османскую империю и поселиться на Балканах. Итальянский путешественник писал в 1560 году, что евреи составляют большинство населения Скопье. В XVII веке в городе жило 3000 евреев и было две синагоги — Бейт-Аарон и Бейт-Яков. Натан из Газы жил в Скопье, где и умер в 1680 году. Его могила стала местом паломничества, пока не была уничтожена во время Второй мировой войны.
В Битоле было 9 синагог, в Скопье 3 и в Штипе 2.
Много известных еврейских философов родились или жили в Македонии. Среди них Самуэль де Медина, Иосиф бен Лев, Шломо Коэн, Блажевский, Яков там-Давид Яхья, Исаак бен Самуэль Адраби, Ахарон бен Йосеф Сасон.
После того как Энеа Пикколомини сжёг Скопье в 1688 году во время Великой турецкой войны и великого пожара в Битоле в 1863 году, еврейское население этих двух еврейских центров в Македонии значительно уменьшилось.
Еврейская община Македонии была преимущественно сефардской и основным повседневным языком был ладино. Когда в 1895 году Всемирный еврейский альянс открыл в Битоле еврейскую школу, 30 % македонских евреев говорили по-французски.
Македонские евреи приняли большое участие в освободительном движении против османского владычества. Большое количество евреев участвовали в Илинденском восстании. Одним из отрядов повстанцев командовал Рафаэль Моше Камхи, носивший псевдоним Скандербег. Он командовал округом Дебара во время восстания 1903 года. Также из евреев поддержавших восстания известны Ментес Коломонос, Санто Ароэсти, братья Мусон и Авраам Нисан, который поставлял повстанцам оружие и снабжал их деньгами.

## Распространение
До Второй мировой войны еврейская община Вардарской Македонии (примерно соответствует территории современной Северной Македонии) была сосредоточена в основном в Битоле (8000 евреев), Скопье (3000 евреев) и в Штипе (примерно 500 евреев). Во время Первой мировой войны еврейские общины небольших городов Дойрана и Струмицы, находившихся близко к линии фронта, сильно пострадали во время боевых действий и покинули район. Раздел Македонии также негативно повлиял на евреев других небольших городов, так как лишил их свободного передвижения товаров и осложнил связь с крупнейшим еврейским торговым центром региона, Салониками.

## Вторая мировая война и Холокост

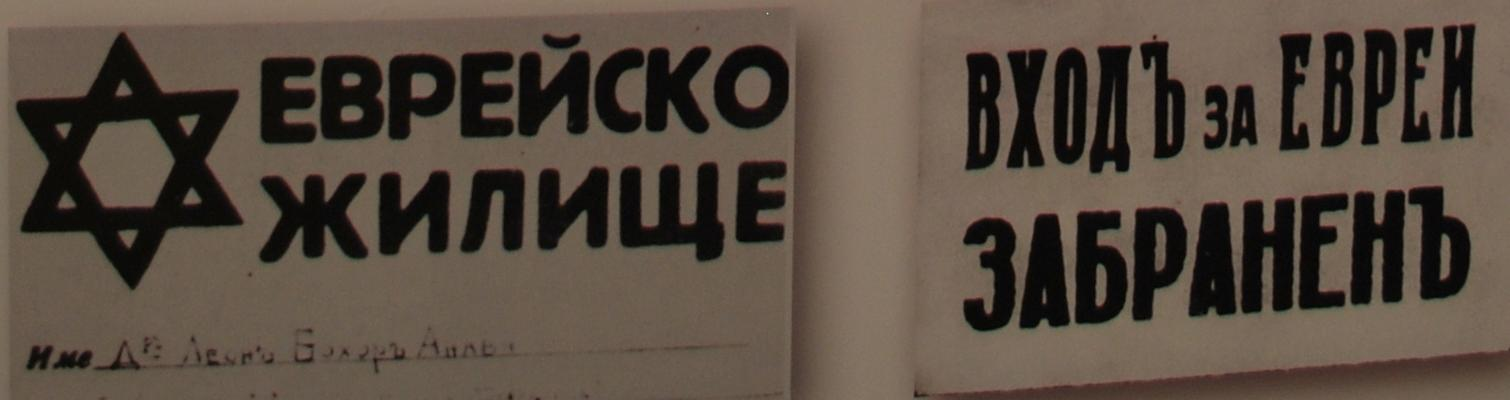
В соответствии с болгарскими антисемитскими законами, еврейские дома были помечены специальными знаками (слева) и на евреев были наложены ограничения по передвижению (справа). Музей Холокоста в Скопье

В марте 1941 года Болгария присоединилась к государствам оси и в апреле 1941 года вторглась в Вардарскую Македонию, имея целью объединить регион, который рассматривался в качестве неотъемлемой части их национальной родины. В период борьбы македонцев сначала с турками, а затем и с сербами с конца XIX века, македонцы, как правило, желали видеть свою родину независимой, или как часть единой Болгарии.
Немецкие власти не передали Болгарии всю территорию Македонии. В болгарскую оккупационную зону не входили Салоники, еврейское население которых составляло 55 000 человек. Район городов Дебар, Струга и Тетово был включён в итальянскую оккупационную зону в Албании. 4 октября 1941 года болгарские власти приняли закон, который запретил евреям заниматься любыми видами торговли и предписывал в обязательном порядке продать свой бизнес нееврею. Надо заметить, что подобные предписания имели и югославские антисемитские акты 1939 года. Болгары создали еврейское гетто в Битоле, переселив всех евреев города из богатых еврейских районов в самое бедное предместье.

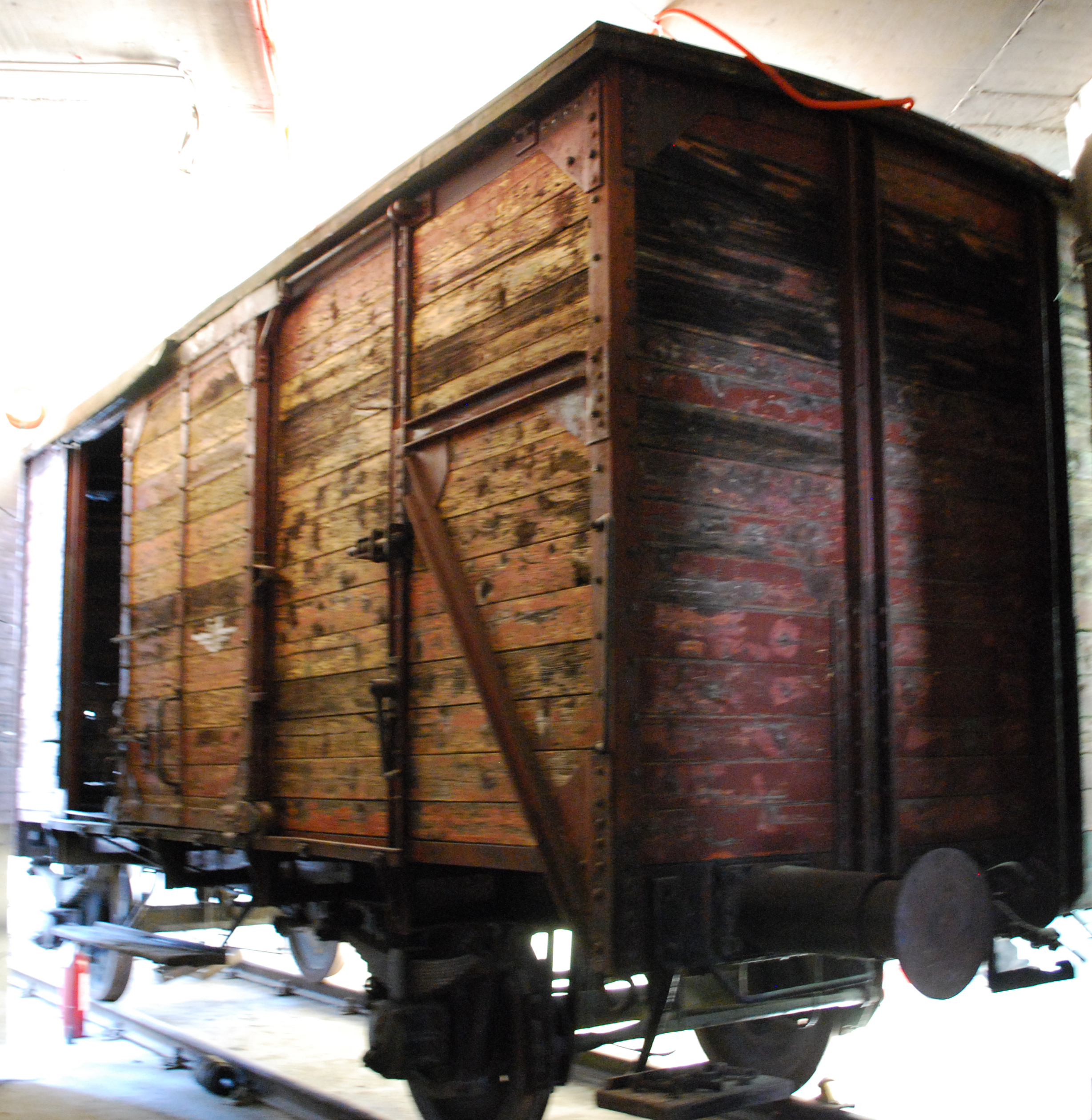
Оригинальный вагон, в котором транспортировались македонские евреи в Треблинку. Музей Холокоста в Скопье

В январе 1941 года Болгарией уже был принят антисемитский «Закон о защите нации». В течение 1942 года против евреев Вардарской Македонии, а также оккупационной болгарской зоны в Северной Греции были приняты более жестокие законы. Кульминацией стала депортация в 1943 году по приказу Германии евреев Македонии и Греции на болгарскую границу по реке Дунай. Оттуда они были доставлены речным и железнодорожным транспортом в лагерь смерти в Треблинке, на территории оккупированной Польши.
Нацистская Германия даже заставила Болгарию оплатить расходы на уничтожение евреев. 22 февраля 1943 года было подписано соглашение между Теодором Даннекером, специальным немецким посланником, и болгарским комиссаром по еврейским делам Александром Белевым, о депортации 20 тысяч евреев Болгарии (12 тысяч из Македонии и Фракии и 8 тысяч из самой Болгарии). Болгария соглашалась оплатить все транспортные расходы и обязывалась никогда не предоставлять евреям болгарского гражданства. Болгарское правительство просило немцев сообщать реальную стоимость депортации евреев. В немецких архивах обнаружена переписка о выставлении Германией болгарской стороне счетов на транспортные расходы. Документы подтверждают оплату Болгарией Германии 7 144 317 левов за депортацию 3545 взрослых и 592 детей в лагерь смерти в Треблинке.
Много евреев присоединились к борющимся с нацистами югославским партизанам. Македонская еврейка Эстрея Овадия, из Битолы, была в числе первых женщин, присоединившихся к партизанам в 1941 году, за день до депортации. Центральный Комитет Коммунистической партии Македонии заблаговременно сообщил евреям о предстоящей депортации. Были организованы приюты под защитой партизанских отрядов, но, к сожалению, евреи не верили в существование программы их уничтожения и в большинстве остались в гетто, вместо ухода в подполье. В отличие от старых болгарских земель, где были широко распространены демонстрации и петиции против вывоза евреев, в том числе и прямые обращения к софийскому правительству, в Македонии такого движения не было. В четверг, 11 марта 1943 года, болгарская полиция начала концентрировать всех евреев из Скопье, Битолы и Штипа в изоляторе временного содержания на территории табачного склада «Monopol» в Скопье.
Всего на склад было доставлено 7215 человек, в том числе:
539 детей в возрасте менее 3 лет, : 602 ребёнка в возрасте от 3 до 10 лет, : 1172 ребёнка школьного возраста от 10 до 16 лет, : 865 человек в возрасте свыше 60 лет, : 250 тяжело больных, которые были прикованы к кровати, : 4 беременные женщины родили во время пребывания в лагере, : 4 человека умерли по пути в лагерь.
Болгарское правительство запросило о немецких планах в отношении депортируемых. Ответ Германии гласил, что половина людей будет использована на сельхозработах в Великой Германии, четверть малоквалифицированных рабочих получит возможность «искупить свою вину» на предприятиях военной промышленности Рура, а остальные будут доставлены в Генерал-губернаторство, для работ, связанных непосредственно с войной. Эта же информация распространялась по германским дипломатическим каналам в нейтральных странах и была опубликована как сообщение из Берна (Швейцария) 24 марта 1943 года в «The New York Times», вместе с циничным заявлением германских властей о зарегистрированном за последние три месяца снижении смертности среди евреев в Польше и о том, что работающие в зоне боевых действий евреи-мужчины получают такой же паёк, как и немецкие солдаты.
Несмотря на такие вводящие в заблуждение заявления, Болгария решила дать покровительство своим евреям с болгарским гражданством от депортации на контролируемую Германией территорию. Не желая депортировать и неболгарских евреев, в конце 1942 — начале 1943 года болгарское правительство через дипломатические каналы в Швейцарии проверяет возможность вывоза евреев морским транспортом в подмандатную Палестину. Из-за большого распространения слухов о том, что в действительности происходит с «переселившимися на восток», Болгария проверила возможность, вместо оплаты депортации евреев на нацистских поездах, их вывоза по Чёрному морю. Тем не менее эти просьбы были отклонены министром иностранных дел Великобритании Энтони Иденом. После неудачи этих попыток, болгарское правительство согласилось на немецкие уговоры и начало транспортировку неболгарских евреев на румынскую границу по Дунаю, сдав их немецким представителям и таким образом послав на смерть. В результате еврейские общины контролировавшихся Болгарией районов Югославии и Греции были практически полностью уничтожены. Только несколько десятков евреев Битолы избежали депортации и четверым удалось сбежать из транзитного лагеря. Ни один из 3276 евреев Битолы, отправленных в Треблинку, не выжил. В городе, который в течение 400 лет был крупным центром сефардского еврейства, в 2003 году проживал один еврей. Древняя еврейская община Штипа была полностью уничтожена.
48 000 болгарских евреев, проживавших в старых болгарских границах, не были депортированы и убиты нацистами. Сообщения о судьбе македонских и фракийских евреев вызвали бурную реакцию болгарского общества. Спикер парламента Димитр Пешев и 43 депутата выступили с резкой критикой действий правительства. Благодаря лоббированию, вмешательству имевших влияние на режим общественных деятелей и протестам Болгарской православной церкви, приказ о депортации был отменён.
После освобождения Вардарской Македонии в 1944 году, Общество еврейских общин Югославии опубликовало данные, что войну пережили 419 македонских евреев. Позднее в Белграде были опубликованы уточнённые данные, из которых следует, что выжили только 140 евреев Македонии. Большинство спасшихся выжили, перейдя на нелегальное положение или воюя в рядах югославских партизан. Из депортированных в лагеря смерти не выжил никто. Большинство оставшихся в живых решили эмигрировать в Израиль, часть вернулись в Македонию, остальные остались в Сербии. В 1952 году в Македонии проживал 81 еврей.
Директор по исследованиям Всемирного еврейского конгресса, Лоренс Вейнбаум сказал, что ни одна из еврейских общин Европы не пострадала так сильно, как община Македонии.

## Современность
В настоящее время еврейская община Северной Македонии насчитывает около 200 человек. Почти все они живут в Скопье, одна семья осталась в Штипе и один еврей в Битоле.
В 2003 году была открыта синагога и в Скопье имеется общинный центр. Поддерживаются связи с еврейскими общинами в Белграде и Салониках. Услуги раввина предоставляются раввином из Белграда, приезжающим в Скопье. Также представители общины принимали участие в международном конкурсе знатоков Торы, проходящем в Израиле в рамках празднования Дня Независимости.
В Скопье в 2011 году открыт мемориал-музей Холокоста македонских евреев.
В январе 2020 года Рашела Мизрахи из националистической партии ВМРО-ДПМНЕ была назначена министром труда и социальной политики, став первым министром еврейского происхождения в правительстве Северной Македонии.

### Религиозная жизнь
После перерыва в 60 лет, имеется родившийся на территории Северной Македонии раввин, Ави Козма, ученик главного раввина Сербии, Исаака Асиэля, бывшего также главным раввином Македонии. Раввин Козма с отличием окончил юридический факультет Университета Скопье. Он учился у рабби Асиэля, а затем в известном раввинском училище «Бейт-Мидраш Сефарди» в Иерусалиме у раввина Шломо Кассина. Раввинское положение рава Козмы состоялось 5 мая 2008 года в синагоге «Бейт-Яков» в Скопье.